# 真诚市社
真诚市社是越南平福省下辖的一个市社。面积390.34平方千米，2021年总人口121083人。

## 名称
阮朝嘉隆帝將此地命名為Chân Thành，但後來被誤讀為Chơn Thành。

## 地理
真诚市社北接汉广县，东接同富县和同帅市，东南接平阳省富教县，南接平阳省保邦县，西接平阳省油汀县。

## 历史
2009年8月11日，新关社划归平隆县管辖。
2022年8月11日，越南国会常务委员会通过决议，自10月1日起，真诚县改制为真诚市社，真诚市镇改制为兴隆坊，明兴社改制为明兴坊，明隆社改制为明隆坊，明诚社改制为明诚坊，诚心社改制为诚心坊。

## 行政区划
真诚市社下辖5坊4社，市社人民委员会位于兴隆坊。
- 兴隆坊（Phường Hưng Long）
- 明兴坊（Phường Minh Hưng）
- 明隆坊（Phường Minh Long）
- 明诚坊（Phường Minh Thành）
- 诚心坊（Phường Thành Tâm）
- 明立社（Xã Minh Lập）
- 明胜社（Xã Minh Thắng）
- 牙璧社（Xã Nha Bích）
- 光明社（Xã Quang Minh）